# Catalano (nome)
Catalano  è un nome proprio di persona italiano maschile.

## Varianti
- Maschili: Catelano
  - Ipocoristici: Talano[1][3]
- Femminili: Catalana[2]

### Varianti in altre lingue
- Catalano: Català[4]
- Francese: Catalan
- Latino: Catalanus[1]
- Spagnolo: Catalán[4]

## Origine e diffusione
Deriva dal nome etnico latino Catalanus, che letteralmente significa "della Catalogna", probabilmente nato come soprannome e poi divenuto nome proprio. Il nome era utilizzato in epoca medievale, mentre ad oggi è estremamente raro; la forma aferetica "Talano", in particolare, era diffusa al tempo in diverse famiglie fiorentine.

## Onomastico
L'onomastico può essere festeggiato il 1º novembre, festa di Ognissanti, non essendovi santi con questo nome che è quindi adespota.

## Persone
- Catalano dei Malavolti, religioso italiano
- Catalano di Monaco, signore di Monaco
- Catalano Fabri, inquisitore francese

## Il nome nelle arti
- Talano d'Imolese è un personaggio del Decameron di Giovanni Boccaccio, presente nella storia narrata da Pampinea nella nona giornata.